# Llenya
Llenya és la fusta utilitzada com a combustible.
L'energia de la llenya és un tipus de bioenergia que utilitza la biomassa constituïda per la llenya. Es pot considerar com a energia renovable si es gestiona el bosc d'una manera sostenible. Els boscs que s'exploten per obtenir llenya poden ser del tipus bosc menut, que es regenera per rebrot de les soques tallades.
Es presenta en diferents formes:
- Troncs o soques.

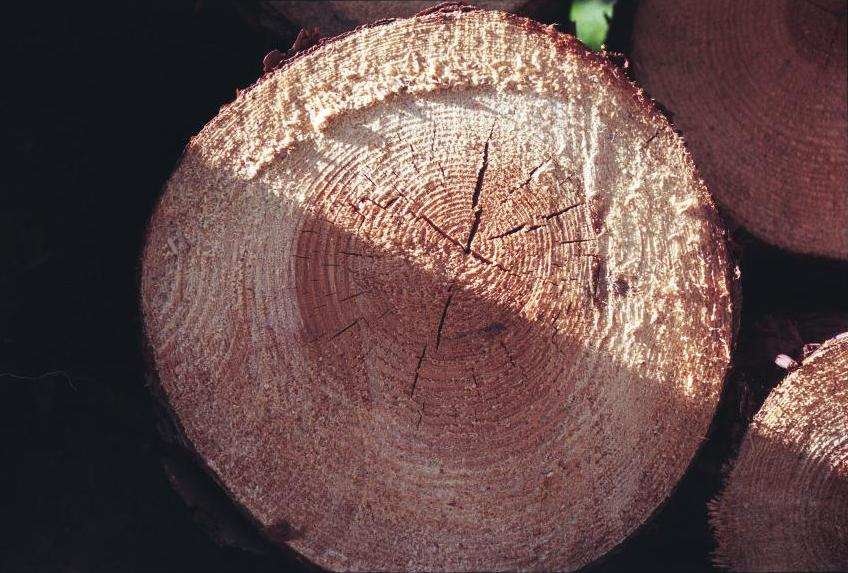
Secció del tronc d'un arbre

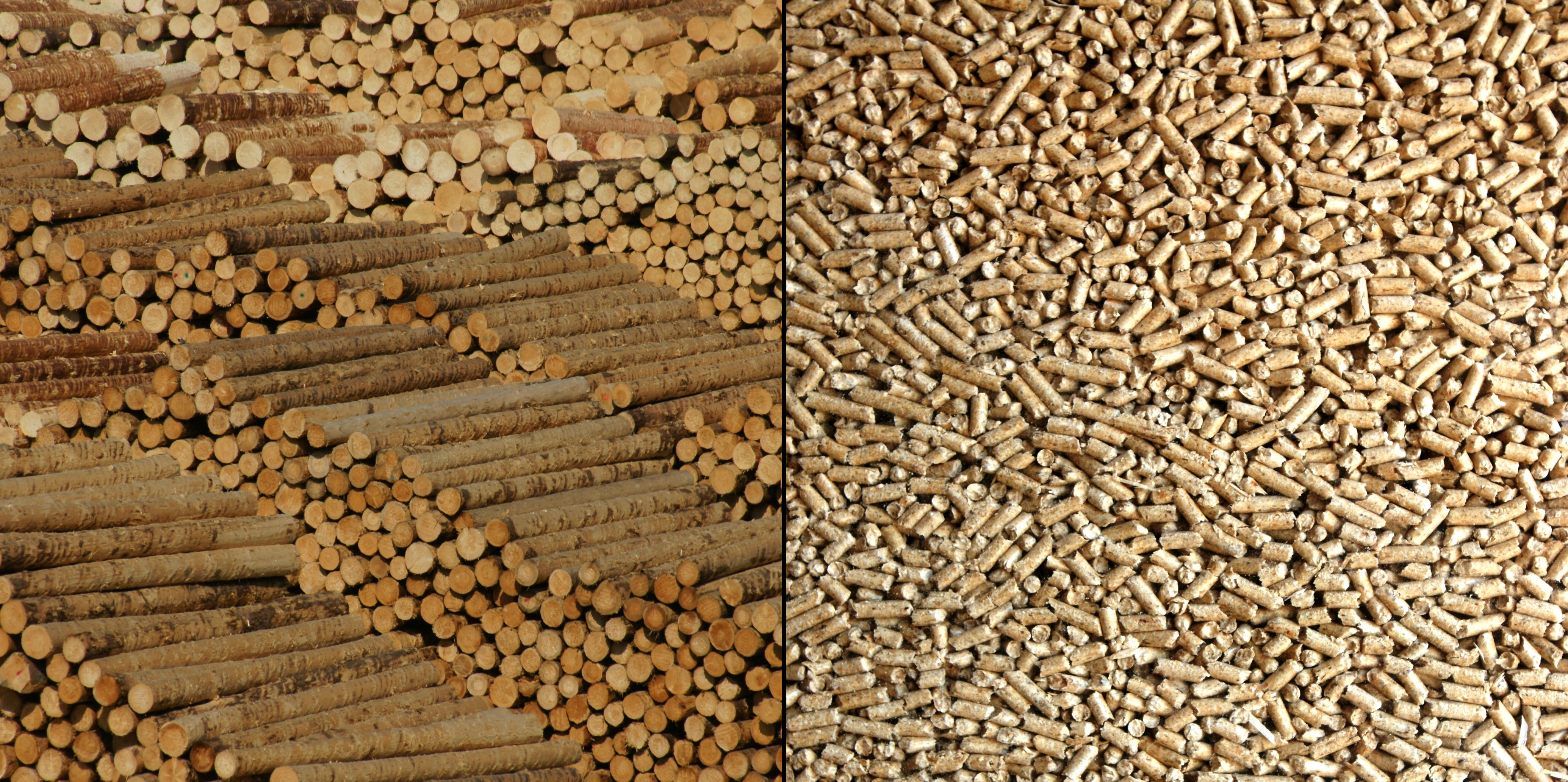
Fusta i pèl·lets

- Fusta de la tala i l'esporga i residus de les serradores transformats industrialment per tal de facilitar-ne l'ús en instal·lacions contínues:

1. estelles: llenya fragmentada mecànicament
2. pèl·lets: llenya triturada, assecada per tal de disminuir-ne el nivell d'humitat i el volum i comprimida en forma d'un granulat quasi líquid.
3. briquetes: estelles comprimides a alta pressió, en forma d'unitats compactes uniformes.[2]

## Història
La fusta és una de les fonts d'energia més antigues emprades per la humanitat. D'ençà que l'home dominà el foc fins que començà a utilitzar massivament els combustibles fòssils, com el carbó o el petroli, la llenya ha estat gairebé l'única font d'energia possible per escalfar-se i coure els aliments, a partir d'on han sorgit diverses tècniques culinaries en calor com el fumatge.
La llenya, sobretot transformada en carbó de llenya pels carboners era la font d'energia de la indústria siderúrgica i del vidre. Això va fer que el bosc sovint estigués sobreexplotat. A Catalunya, per exemple, se sobreexplotà el bosc pirinenc per obtenir la llenya per les foneries o fargues i també, durant el període autàrquic que es patí després de la guerra civil per alimentar els vehicles que funcionaven amb gasogen. La pressió al bosc minvà quan es desenvolupà l'ús del carbó mineral i els altres combustibles fòssils.

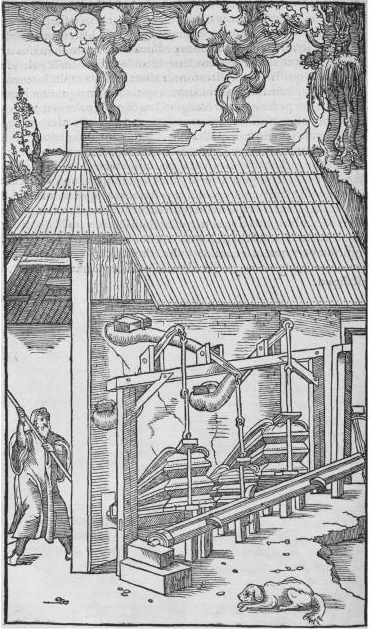
Foneria del.

Des de l'inici del segle xxi, l'energia de la biomassa va tornar a prendre importància com a alternativa de les energies fòssils, en especial el petroli i el gas que han experimentat una alça de preus, i dels quals els jaciments són finits. La technologia va millorar el rendiment que ateny fins a més de 90%, ben molt més de l'antiga llar oberta, tant simpàtica com ineficient. A més, es tracta d'una energia renovable i podria ajudar a una nova gestió sostenible del bosc, sobretot el bosc mediterrani català ara poc explotat perquè ha perdut la seva antiga funció de proveidor d'energia.
Les aplicacions més interessants a hores d'ara són la de proveïment de calor així com la cogeneració calor i d'energia elèctrica. Per a poder obtenir la mateixa comoditat que les calderes amb combustible líquid o gasós que s'alimenten de manera automàtica, s'han desenvolupat sistemes de calefacció central amb derivats de llenya que funcionen amb pèl·lets o briquetes.

## Economia
L'explotació de la llenya i la fusta és la més important de les activitats o oficis de bosc i muntanya, i la base de la pràctica totalitat de les altres, com l'explotació del carbó. Per a la tala d'arbres grossos es trobaven dificultats per a accedir als espais d'ús comunal degut al proteccionisme que des de l'edat mitjana les institucions exercien sobre els boscos.
Les regulacions de l'activitat han sigut, històricament, molt estrictes i aconseguir els permisos necessaris esdevenia una gestió normalment lenta i complicada. De vegades es concertava un tracte beneficiós amb algun propietari privat de terrenys forestals, generalment membres de les oligarquies rurals que entre els seus patrimonis tingueren algun bosc. Davant la possibilitat d'un guany fàcil, llogaven llenyaters per a les explotacions.
Encara que originàriament és possible que s'encarregaren els propietaris directament de dur el treball en els boscos, igual que feien amb les terres, Ha estat més usual la fórmula del cens de caràcter senyorial.
A partir dels segles XIX i xx ha funcionat amb més freqüència la forma contractual, consistent en l'estipulació d'unes condicions d'explotació, incloent la quantitat d'arbres a tallar, l'edat, la part en concret de la finca on s'anava a treballar i els beneficis de cadascuna de les parts. El propietari solia quedar-se amb una porció per a consum propi, habitualment la divisió es feia al 50% per a cada part. Els llenyaters s'encarregaven també de la selecció, serratge i transport fins al lloc on els troncs pogueren ser replegats per un carro.
Era estrany que el llenyater treballara en solitari, si bé a voltes ocorria. Usualment funcionaven en grups de dos o quatre, sovint a colles formades per parents o familiars.
Així, mentre uns membres tallaven els arbres, altres serraven o transportaven la fusta. Els llenyaters tenien fama de caràcter «antisocial», d'hómens galls i perdonavides, amb un gran afany de dones i, sobretot, bevedors.
Totes les activitats de talla es solien realitzar durant l'hivern, ja que en aquella estació els arbres pateixen menys els colps de destral. La tecnologia d'explotació no és complexa, sent les principals ferramentes la destral i la serra.

## Rendiments
Heus ací diferents rendiments segons el tipus de calefacció:
- Llar oberta: Rendiments del 10 al 15%.
- Llar amb vidre tèrmic: Del 30 al 70%
- Estufa de llenya moderna: 70%
- Caldera de llenya: del 60 al 80%
- Caldera gasificadora de llenya: del 75 al 85%
- Caldera de pèl·lets: del 85 al 95%
- Caldera de briquettes forestals: del 75 al 90%
- Mòduls compactes per a l'obtenció d'energia: 95% per unitat.